# Pobeghi
Pobeghi (in sloveno Pobegi) è un insediamento di 1.228 abitanti del comune sloveno di Capodistria, situato nell'entroterra dell'Istria settentrionale.
Il paese di Pobeghi oggi è parte della lunga e filamentosa periferia est di Capodistria, che si sviluppa sulla strada che va da Bertocchi a S. Antonio, passando per Cesari. Nel suo sviluppo urbano, Pobeghi, ha conglobato anche le piccole frazioni di Cicuti, che trae il nome dalla famiglia Cicuto e Cimici (Simiči), oggi comprese nel territorio dell'insediamento.
Un tempo borgata agricola, Pobeghi ora accoglie una popolazione impiegata nell'ambito industriale, nelle attività portuali e commerciali di Capodistria. Lungo il grosso villaggio, posto sopra la valle del Risano, una volta abitato da molte famiglie Pobeghi, passava la via consolare romana che da Trieste portava a Pola; da qui la strada saliva a Centora e proseguiva per la Crosera di Montetoso attraverso la sella di Babici.